# Gran sello de los Estados Unidos
El gran sello de los Estados Unidos de América es un signo para la certificación de documentos utilizado en los Estados Unidos, país que no cuenta con un escudo heráldico propiamente dicho. En la composición figura el lema nacional: E pluribus unum, que significa en latín «de muchos, uno».
El Congreso de los Estados Unidos aprobó el 20 de junio de 1782 el modelo actual y único vigente hasta el momento que fue presentado por una comisión designada para su creación presidida por Benjamin Franklin y sus elementos fueron ideados por Charles Thompson.

## Sello

### Anverso
El diseño en el anverso (o frente) del sello es el escudo de armas de Estados Unidos. El escudo, que a veces se dibuja incorrectamente, tiene dos diferencias principales con respecto a la bandera estadounidense; en primer lugar, no tiene estrellas en el jefe de azur. En segundo lugar, a diferencia de la bandera, las rayas exteriores son de color blanco, no rojo; a fin de no violar la regla heráldica de tintura.
El soporte del escudo es un águila calva con las alas abiertas (o «explayada», en términos heráldicos), inspirada en el Aetos Dios (el águila sagrada y acompañante de Jove). Desde la perspectiva del águila, que sostiene un grupo de trece flechas en su garra izquierda, (en referencia a los trece estados originales) y una rama de olivo en su garra derecha, simbolizando que Estados Unidos tiene «un fuerte deseo por la paz, pero siempre estará listo para la guerra». Aunque no se especifica en la ley, la rama de olivo se representa generalmente con trece hojas y trece aceitunas, representando otra vez los trece estados originales. El águila tiene su cabeza vuelta hacia la rama de olivo, en su lado derecho, simbolizando una preferencia por la paz. En su pico, el águila lleva un pergamino con el lema E pluribus unum («De muchos, uno»). Sobre su cabeza aparece una gloria con 13 estrellas en un campo azur. Las 13 estrellas sobre el águila se arreglan en filas de 1-4-3-4-1, formando una estrella de 6 puntas.

### Reverso

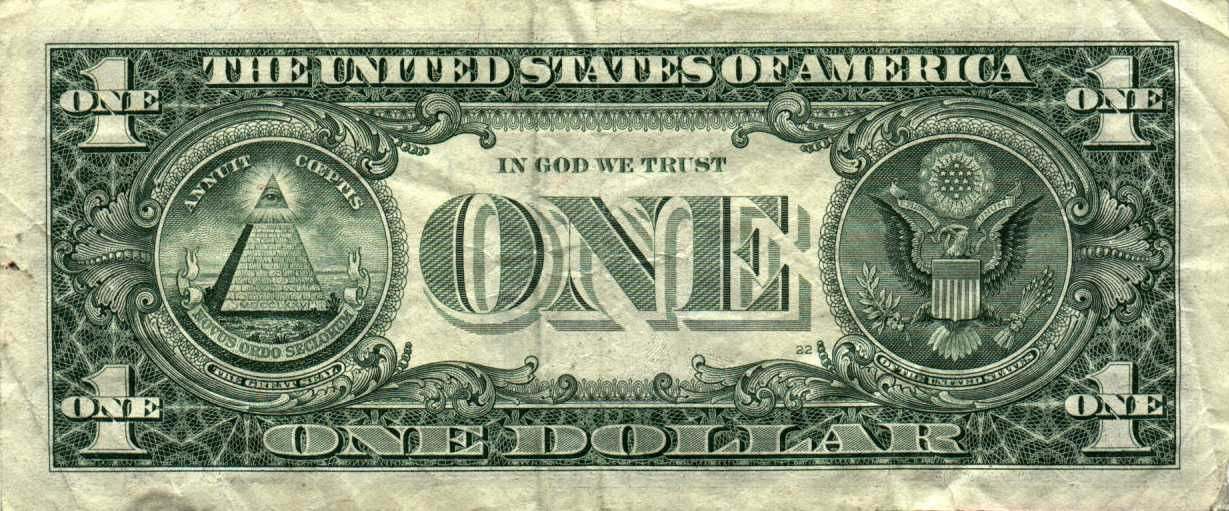
Reverso del billete de un dólar estadounidense.

En el reverso se muestra una pirámide truncada. Sobre la pirámide se encuentra un ojo en un triángulo, rodeado de una gloria.
La pirámide se muestra convencionalmente como un conjunto de trece capas para referirse a los trece estados originales. Se inscribe en la base de la pirámide el número romano MDCCLXXVI (en relación con 1776, año de la Declaración de Independencia de los Estados Unidos).
Dos lemas aparecen: Annuit cœptis («Aprobar las cosas que se han iniciado») y Novus ordo seclorum («Nuevo Orden de los Siglos»). Rara es la vez en que se representa el reverso del Gran Sello. No obstante, aparece en el lado izquierdo del reverso de los billetes de un dólar.

## Escudo
La resolución del Congreso de 1782 que adoptó las armas, aún vigente, blasonó legalmente el escudo como:

Palado de trece piezas, de argén y gules; jefe azur.

Como reconocieron los diseñadores, este es un blasón técnicamente incorrecto según las reglas heráldicas tradicionales inglesas, ya que en la práctica inglesa un escudo con rayas verticales se describiría como "palos", no "palado", y no habría tenido un número impar de rayas. Un blasón más técnicamente apropiado habría sido argén, seis palos de gules... (seis franjas rojas sobre un campo blanco), pero la frase utilizada se eligió para preservar la referencia a los trece estados originales.
El escudo se parece a la bandera de los Estados Unidos, con dos excepciones en particular:
El jefe azur no contiene estrellas (aunque ciertas armas derivadas sí las contienen, por ejemplo, el jefe de armas del Senado de los Estados Unidos).
Las franjas más exteriores son blancas, no rojas, para evitar la violación de la regla de tintura, ya que la principal es azul.
El soporte del escudo es un águila calva con las alas extendidas (o "desplegadas", en términos heráldicos), inspirada en el Águila de Zeus (siendo la idea de los Padres Fundadores de convertir al nuevo estado en la "Tercera Roma"). Desde la perspectiva del águila, sostiene un manojo de trece flechas en su garra izquierda y una rama de olivo en su garra derecha. Aunque no lo especifica la ley, la rama de olivo suele representarse con trece hojas y trece aceitunas. En su pico, el águila sostiene un pergamino con el lema E pluribus unum ("De muchos, uno"). Sobre su cabeza aparece una gloria con trece estrellas sobre un campo azur.

## Galería

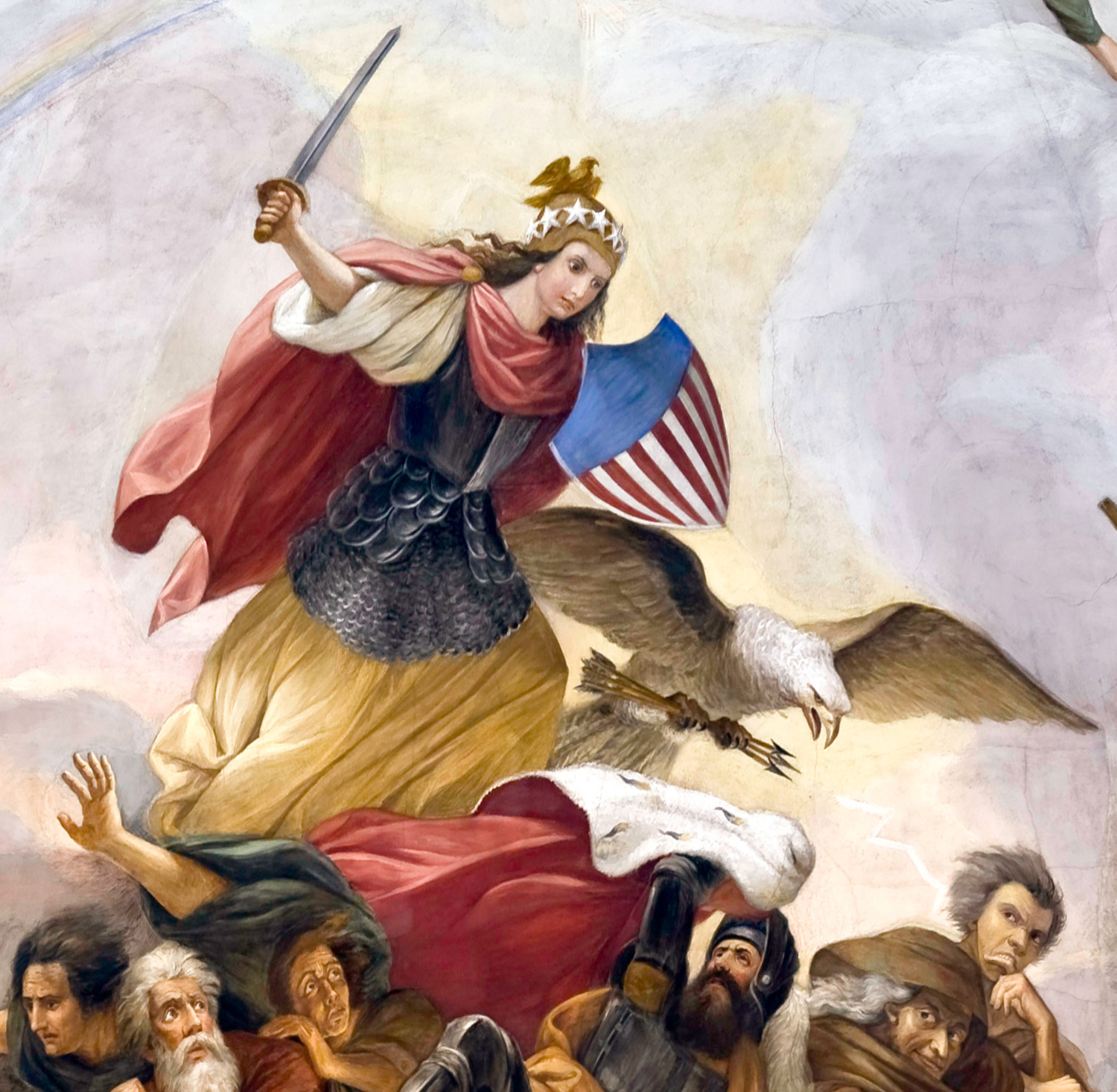
Las armas sostenidas por Columbia en la escena de guerra de la Apoteosis de Washington, de 1865, en el Capitolio de los Estados Unidos.
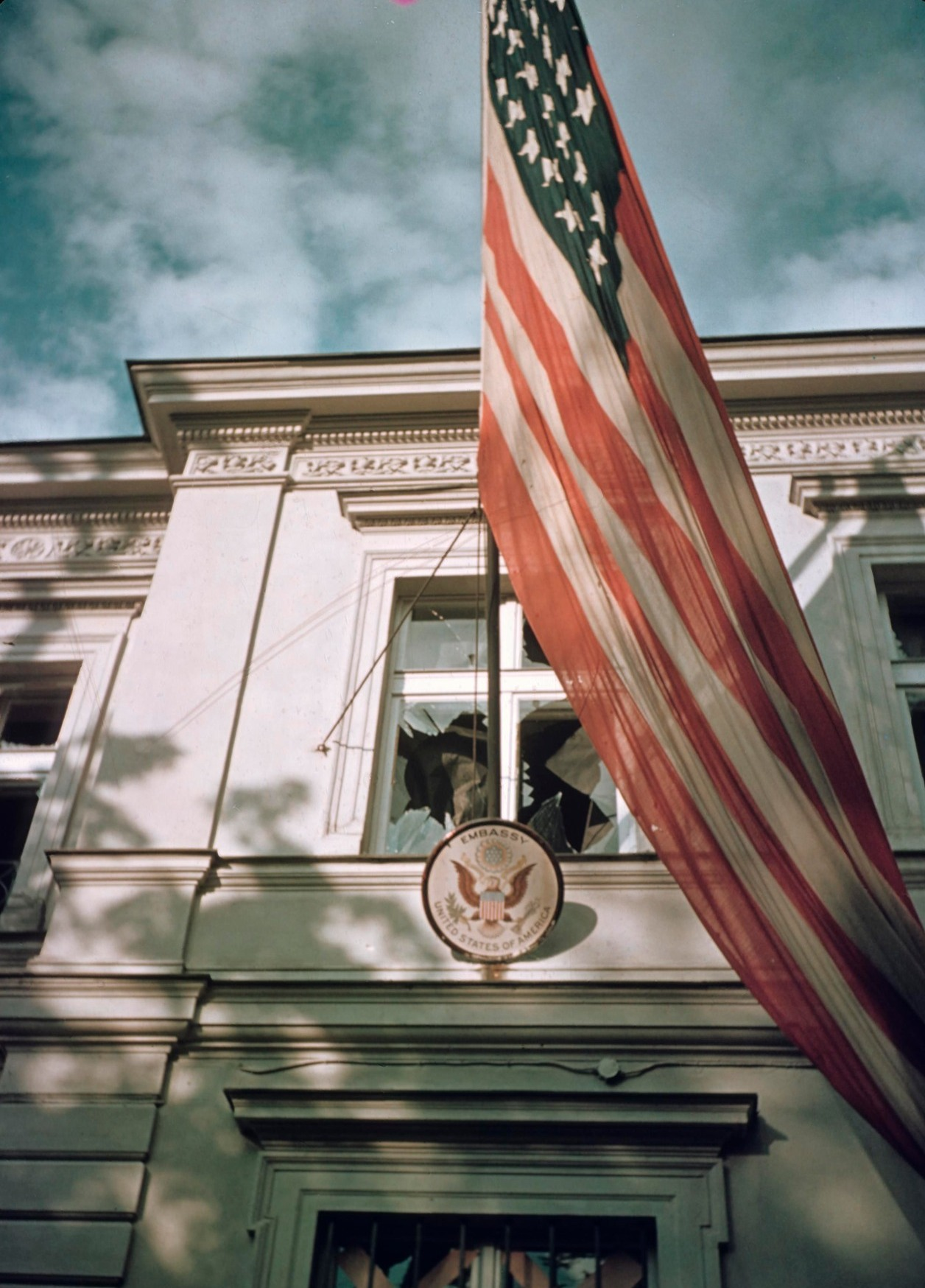
El gran sello de Estados Unidos en la embajada estadounidense en Varsovia (1939).
Pasaporte estadounidense.

## Evolución histórica del escudo

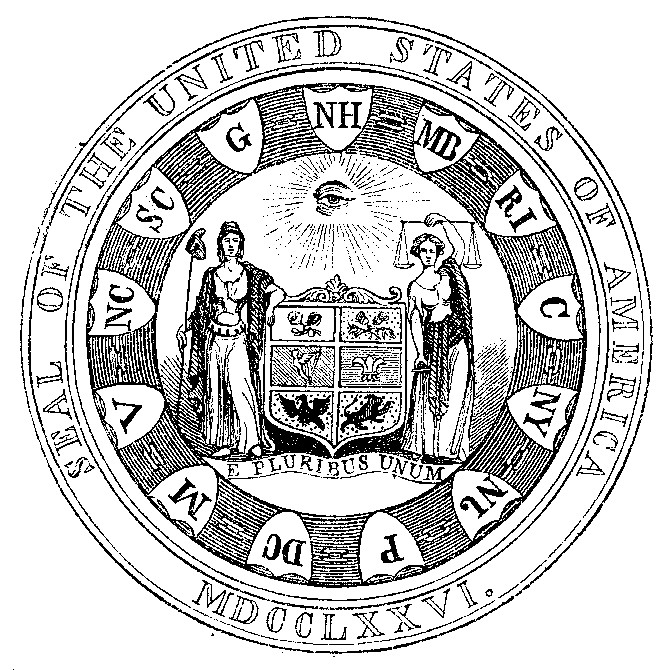
Interpretación del diseño del primer comité para el anverso del Gran Sello de los Estados Unidos en 1776
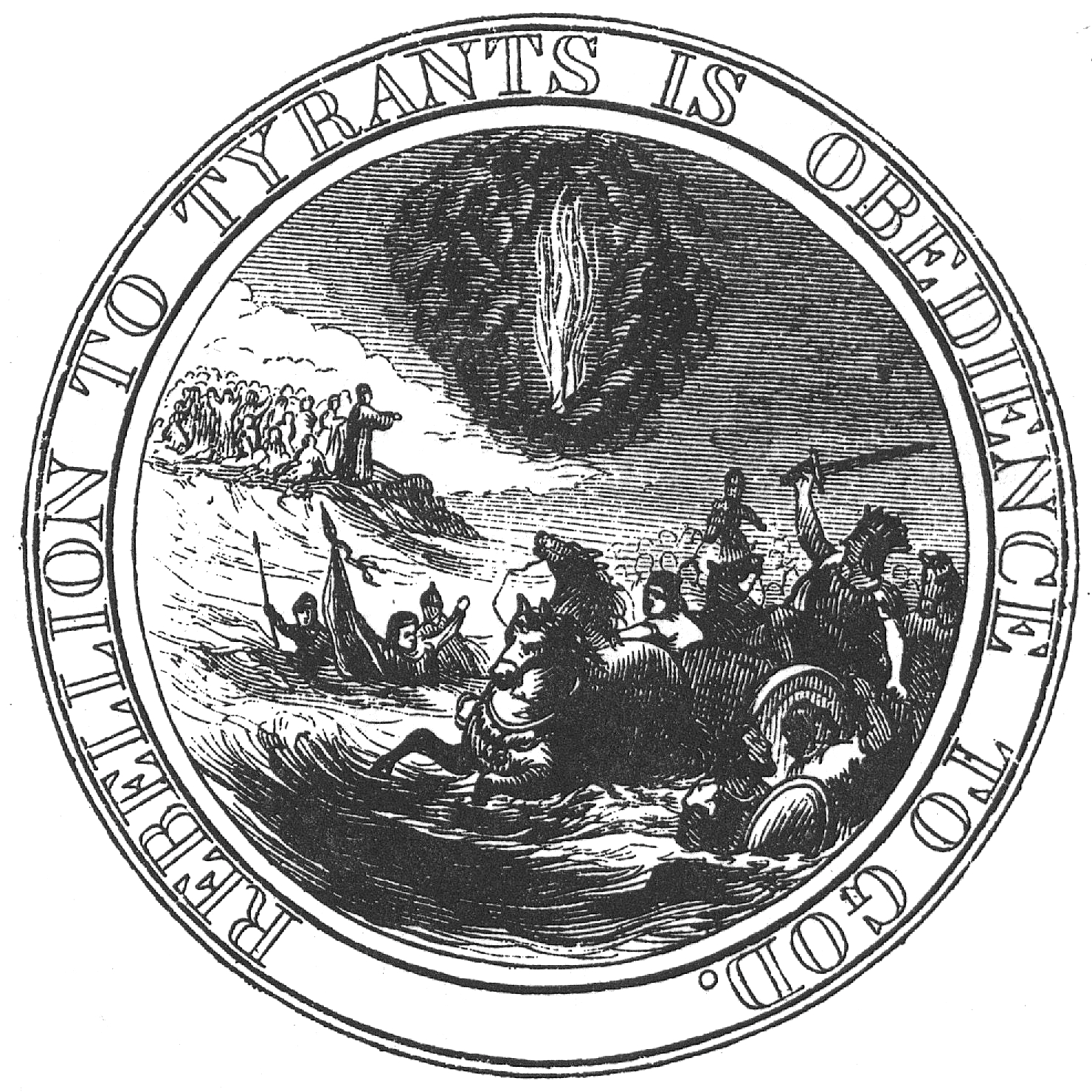
Interpretación del diseño del primer comité para el reverso del Gran Sello de los Estados Unidos en 1776
Primer escudo de armas propuesto de los Estados Unidos, diseñado por Pierre Eugène du Simitière y presentado al Congreso Continental el 20 de agosto de 1776
Segundo escudo de armas propuesto de los Estados Unidos, diseñado por Francis Hopkinson y presentado al Congreso Continental el 10 de mayo de 1780
Tercer escudo de armas propuesto de los Estados Unidos, diseñado por William Barton y presentado al Congreso Continental el 9 de mayo de 1782
Cuarto escudo de armas propuesto de los Estados Unidos, diseñado por Charles Thomson en junio de 1782